# Richard Biggs
Pour les articles homonymes, voir Biggs.
Richard James Biggs II, dit Rick Biggs, né le 18 mars 1960 à Columbus et mort le 22 mai 2004 à Los Angeles, est un acteur américain surtout connu pour ses rôles dans les séries télévisées Des jours et des vies et Babylon 5.